# Wioślarstwo na Letnich Igrzyskach Olimpijskich 2008 – dwójka podwójna wagi lekkiej kobiet
Dwójka podwójna wagi lekkiej kobiet (LW2x) – konkurencja rozgrywana podczas Letnich Igrzysk Olimpijskich 2008 w Pekinie między 9 a 16 sierpnia w Parku Olimpijskim Shunyi.

## Harmonogram konkurencji
Wszystkie godziny w standardowym czasie chińskim (UTC+8)
| Godzina                     | Wydarzenie  | Runda         |
| --------------------------- | ----------- | ------------- |
| Niedziela, 10 sierpnia 2008 | 14:50-15:20 | Eliminacje    |
| Wtorek, 12 sierpnia 2008    | 16:00-16:20 | Repasaże      |
| Czwartek, 14 sierpnia 2008  | 15:30-15:50 | Półfinały A/B |
| Sobota, 16 sierpnia 2008    | 14:10-14:20 | Finał C       |
| Sobota, 16 sierpnia 2008    | 14:30-14:40 | Finał B       |
| Niedziela, 17 sierpnia 2008 | 15:30-15:40 | Finał A       |

## Medaliści
| Złoto  | Holandia · Kirsten van der Kolk · Marit van Eupen |
| Srebro | Finlandia · Sanna Stén · Minna Nieminen           |
| Brąz   | Kanada · Melanie Kok · Tracy Cameron              |

## Wyniki

### Eliminacje
Reguła kwalifikacji: 1-2 → PA/B, 3.. → R

#### Eliminacje 1
| Miejsce | Zawodnik                               | Kraj              | Czas    | Uwagi |
| ------- | -------------------------------------- | ----------------- | ------- | ----- |
| 1       | Kirsten van der Kolk Marit van Eupen   | Holandia          | 6:50,90 | PA/B  |
| 2       | Amber Halliday Marguerite Houston      | Australia         | 6:53,23 | PA/B  |
| 3       | Renee Hykel Jennifer Goldsack          | Stany Zjednoczone | 6:53,32 | R     |
| 4       | Gabriela Huerta Trillo Lila Pérez-Rul  | Meksyk            | 7:11,71 | R     |
| 5       | Camila Carvalho Luciana Granato        | Brazylia          | 7:25,90 | R     |
| 6       | Natalja Woronowa Aleksandra Opaczanowa | Kazachstan        | 7:29,07 | R     |

#### Eliminacje 2
| Miejsce | Zawodnik                          | Kraj              | Czas    | Uwagi |
| ------- | --------------------------------- | ----------------- | ------- | ----- |
| 1       | Berit Carow Marie-Louise Dräger   | Niemcy            | 6:51,96 | PA/B  |
| 2       | Melanie Kok Tracy Cameron         | Kanada            | 6:54,07 | PA/B  |
| 3       | Hester Goodsell Helen Casey       | Wielka Brytania   | 6:55,23 | R     |
| 4       | Sanna Stén Minna Nieminen         | Finlandia         | 6:56,61 | R     |
| 5       | Chrisi Biskidzi Aleksandra Tsiawu | Grecja            | 7:05,95 | R     |
| 6       | Alexandra White Kirsten McCann    | Południowa Afryka | 7:20,51 | R     |

#### Eliminacje 3
| Miejsce | Zawodnik                                     | Kraj             | Czas    | Uwagi |
| ------- | -------------------------------------------- | ---------------- | ------- | ----- |
| 1       | Xu Dongxiang Yu Hua                          | Chiny            | 6:57,58 | PA/B  |
| 2       | Katrin Olsen Juliane Rasmussen               | Dania            | 6:58,63 | PA/B  |
| 3       | Misaki Kumakura Akiko Iwamoto                | Japonia          | 7:05,67 | R     |
| 4       | Yaima Velázquez Falcon Ismaray Marrero Arias | Kuba             | 7:13,35 | R     |
| 5       | Ko Young-eun Ji Yoo-jin                      | Korea Południowa | 7:39,70 | R     |

### Repasaże
Reguła kwalifikacji: 1-3 → PA/B, 4.. → FC

#### Repasaże 1
| Miejsce | Zawodnik                               | Kraj              | Czas    | Uwagi |
| ------- | -------------------------------------- | ----------------- | ------- | ----- |
| 1       | Renee Hykel Jennifer Goldsack          | Stany Zjednoczone | 7:22,22 | PA/B  |
| 2       | Sanna Stén Minna Nieminen              | Finlandia         | 7:23,80 | PA/B  |
| 3       | Misaki Kumakura Akiko Iwamoto          | Japonia           | 7:30,92 | PA/B  |
| 4       | Natalja Woronowa Aleksandra Opaczanowa | Kazachstan        | 7:48,04 | FC    |
| 5       | Alexandra White Kirsten McCann         | Południowa Afryka | 7:54,12 | FC    |
| 6       | Ko Young-eun Ji Yoo-jin                | Korea Południowa  | 8:03,51 | FC    |

#### Repasaże 2
| Miejsce | Zawodnik                                     | Kraj            | Czas    | Uwagi |
| ------- | -------------------------------------------- | --------------- | ------- | ----- |
| 1       | Hester Goodsell Helen Casey                  | Wielka Brytania | 7:24,27 | SA/B  |
| 2       | Chrisi Biskidzi Aleksandra Tsiawu            | Grecja          | 7:24,55 | PA/B  |
| 3       | Yaima Velázquez Falcon Ismaray Marrero Arias | Kuba            | 7:32,14 | PA/B  |
| 4       | Gabriela Huerta Trillo Lila Pérez-Rul        | Meksyk          | 7:41,97 | FC    |
| 5       | Camila Carvalho Luciana Granato              | Brazylia        | 7:47,53 | FC    |

### Półfinały A/B
Reguła kwalifikacji: 1-3 → FA, 4.. → FB

#### Półfinały A/B 1
| Miejsce | Zawodnik                                     | Kraj            | Czas    | Uwagi |
| ------- | -------------------------------------------- | --------------- | ------- | ----- |
| 1       | Kirsten van der Kolk Marit van Eupen         | Holandia        | 7:03,87 | FA    |
| 2       | Sanna Stén Minna Nieminen                    | Finlandia       | 7:03,91 | FA    |
| 3       | Berit Carow Marie-Louise Dräger              | Niemcy          | 7:04,95 | FA    |
| 4       | Katrin Olsen Juliane Rasmussen               | Dania           | 7:06,31 | FB    |
| 5       | Hester Goodsell Helen Casey                  | Wielka Brytania | 7:17,67 | FB    |
| 6       | Yaima Velázquez Falcon Ismaray Marrero Arias | Kuba            | 7:30,15 | FB    |

#### Półfinały A/B 2
| Miejsce | Zawodnik                          | Kraj              | Czas    | Uwagi |
| ------- | --------------------------------- | ----------------- | ------- | ----- |
| 1       | Melanie Kok Tracy Cameron         | Kanada            | 7:10,70 | FA    |
| 2       | Xu Dongxiang Yu Hua               | Chiny             | 7:11,59 | FA    |
| 3       | Chrisi Biskidzi Aleksandra Tsiawu | Grecja            | 7:11,99 | FA    |
| 4       | Renee Hykel Jennifer Goldsack     | Stany Zjednoczone | 7:12,15 | FB    |
| 5       | Amber Halliday Marguerite Houston | Australia         | 7:13,80 | FB    |
| 6       | Misaki Kumakura Akiko Iwamoto     | Japonia           | 7:16,13 | FB    |

### Finały

#### Finał C
| Miejsce | Zawodnik                               | Kraj              | Czas    | Uwagi |
| ------- | -------------------------------------- | ----------------- | ------- | ----- |
| 1       | Gabriela Huerta Trillo Lila Pérez-Rul  | Meksyk            | 7:17,21 |       |
| 2       | Alexandra White Kirsten McCann         | Południowa Afryka | 7:20,49 |       |
| 3       | Camila Carvalho Luciana Granato        | Brazylia          | 7:22,40 |       |
| 4       | Natalja Woronowa Aleksandra Opaczanowa | Kazachstan        | 7:32,36 |       |
| 5       | Ko Young-eun Ji Yoo-jin                | Korea Południowa  | 7:39,46 |       |

#### Finał B
| Miejsce | Zawodnik                                     | Kraj              | Czas    | Uwagi |
| ------- | -------------------------------------------- | ----------------- | ------- | ----- |
| 1       | Katrin Olsen Juliane Rasmussen               | Dania             | 7:06,94 |       |
| 2       | Amber Halliday Marguerite Houston            | Australia         | 7:07,17 |       |
| 3       | Misaki Kumakura Akiko Iwamoto                | Japonia           | 7:08,49 |       |
| 4       | Renee Hykel Jennifer Goldsack                | Stany Zjednoczone | 7:09,02 |       |
| 5       | Hester Goodsell Helen Casey                  | Wielka Brytania   | 7:11,24 |       |
| 6       | Yaima Velázquez Falcon Ismaray Marrero Arias | Kuba              | 7:20,07 |       |

#### Finał A
| Miejsce | Zawodnik                             | Kraj      | Czas    | Uwagi |
| ------- | ------------------------------------ | --------- | ------- | ----- |
|         | Kirsten van der Kolk Marit van Eupen | Holandia  | 6:54,74 |       |
|         | Sanna Stén Minna Nieminen            | Finlandia | 6:56,03 |       |
|         | Melanie Kok Tracy Cameron            | Kanada    | 6:56,68 |       |
| 4       | Berit Carow Marie-Louise Dräger      | Niemcy    | 6:56,72 |       |
| 5       | Xu Dongxiang Yu Hua                  | Chiny     | 7:01,90 |       |
| 6       | Chrisi Biskidzi Aleksandra Tsiawu    | Grecja    | 7:04,61 |       |